# Ydre tingslag
Ydre tingslag var ett tingslag i Östergötlands län och från 1778 i Kinda och Ydre domsaga. Det bildades 1680 och upplöstes 1 januari 1947 då dess verksamhet överfördes till Kinda och Ydre domsagas tingslag.

## Ingående områden
Tingslaget omfattade Ydre härad.